# Liste der FFH-Gebiete im Landkreis München
Die Liste der FFH-Gebiete im Landkreis München zeigt die FFH-Gebiete des oberbayerischen Landkreises München in Bayern. Teilweise überschneiden sie sich mit bestehenden Natur-, Landschaftsschutz- und EU-Vogelschutzgebieten.
Im Landkreis befinden sich zehn und zum Teil mit anderen Landkreisen überlappende FFH-Gebiete.
| Eichelgarten im Forstenrieder Park                        |  | 7934-302 WDPA: 555522073 | Landkreis München                                                                |                                                                       | ⊙ | 18,00    |  |
| Fledermaus-Kolonien im Südwesten Oberbayerns              |  | 8134-303 WDPA: 555522140 | Landkreis Garmisch-Partenkirchen, Landkreis Landsberg am Lech, Landkreis München | auch in den Landkreisen Bad Tölz-Wolfratshausen und Weilheim-Schongau | ⊙ | 0,00     |  |
| Gräben und Niedermoorreste im Dachauer Moos               |  | 7734-301 WDPA: 555522016 | Landkreis Dachau, München, Landkreis München                                     |                                                                       | ⊙ | 306,00   |  |
| Gräben und Niedermoorreste im Erdinger Moos               |  | 7736-371 WDPA: 555522019 | Landkreis Erding, Landkreis München                                              |                                                                       | ⊙ | 110,56   |  |
| Heideflächen und Lohwälder nördlich von München           |  | 7735-371 WDPA: 555522018 | Landkreis Freising, München, Landkreis München                                   |                                                                       | ⊙ | 1.913,85 |  |
| Isarauen von Unterföhring bis Landshut                    |  | 7537-301 WDPA: 555521966 | Landkreis Erding, Landkreis Freising, Landkreis München                          | auch in München, Landkreis Landshut, Landshut                         | ⊙ | 5.276,00 |  |
| Kupferbachtal, Glonnquellen und Gutterstätter Streuwiesen |  | 8037-371 WDPA: 555522105 | Landkreis Ebersberg, Landkreis München, Landkreis Rosenheim                      |                                                                       | ⊙ | 105,74   |  |
| Moore zwischen Dietramszell und Deining                   |  | 8135-371 WDPA: 555522143 | Landkreis München, Landkreis Bad Tölz-Wolfratshausen                             |                                                                       | ⊙ | 960,34   |  |
| NSG südlich der Ismaninger Fischteiche                    |  | 7736-372 WDPA: 555522020 | Landkreis München                                                                |                                                                       | ⊙ | 22,70    |  |
| Oberes Isartal                                            |  | 8034-371 WDPA: 555522103 | Landkreis Garmisch-Partenkirchen, Landkreis München, München                     | auch im Landkreis Bad Tölz-Wolfratshausen                             | ⊙ | 4.669,78 |  |
| Legende für Fauna-Flora-Habitat                           |  |                          |                                                                                  |                                                                       |   |          |  |